# Asleep in the Back
Asleep in the Back è il primo album del gruppo rock inglese degli Elbow pubblicato nel 2001.

## Tracce
Testi di Guy Garvey. Le musiche sono accreditate agli Elbow, tuttavia di seguito sono indicati gli effettivi compositori di ogni pezzo

### CD
1. Any Day Now – 6:17 – (musica: Garvey, C. Potter, Jupp)
2. Red – 5:11 – (musica: Garvey, C. Potter)
3. Little Beast – 4:15 – (musica: M. Potter, Garvey)
4. Powder Blue – 4:31 – (musica: Garvey, C. Potter)
5. Bitten by the Tailfly – 6:16 – (musica: M. Potter, Garvey, Jupp)
6. Asleep in the Back (Bonus Track) – 3:47 – (musica: C. Potter, Garvey, M. Potter)
7. Newborn – 7:36 – (musica: Garvey)
8. Don't Mix Your Drinks – 3:16 – (musica: M. Potter, Garvey, Jupp)
9. Presuming Ed (Rest Easy) – 5:26 – (musica: C. Potter, Garvey, Jupp)
10. Coming Second – 4:56 – (musica: Garvey, M. Potter)
11. Can't Stop – 4:36 – (musica: Garvey, Jupp)
12. Scattered Black and Whites – 5:30 – (musica: Garvey, M. Potter, C. Potter)

### Doppio Vinile 12"
Lato A:
1. Any Day Now – 6:17
2. Red – 5:11
3. Little Beast – 4:15

Lato B:
1. Powder Blue – 4:31
2. Bitten by the Tailfly – 6:16
3. Vum Garda - 7:55

Lato C:
1. Newborn – 7:36
2. Don't Mix Your Drinks – 3:16
3. Presuming Ed (Rest Easy) – 5:26

Lato D:
1. Coming Second – 4:56
2. Can't Stop – 4:36
3. Scattered Black and Whites – 5:30

## Formazione
- Guy Garvey - voce, chitarra acustica (2,7,10), chitarra elettrica (1), sassofono (4)
- Craig Potter - tastiere, pianoforte, organo, voce
- Mark Potter - chitarra, voce
- Pete Turner - basso elettrico, voce
- Richard Jupp - batteria, percussioni, voce